# Témoignage chrétien
Témoignage chrétien est initialement une publication d'inspiration chrétienne éditée pendant l’Occupation allemande par le mouvement de Résistance intérieure française, dont le titre complet était Les Cahiers du Témoignage chrétien. Elle était dirigée par le prêtre jésuite Pierre Chaillet. Treize numéros ont paru clandestinement de 1941 à 1944, contenant des dossiers assez volumineux puisque chaque « cahier » pouvait contenir plusieurs dizaines de pages.
Après la Libération, le journal Témoignage chrétien prend la suite, sous la houlette de Georges Montaron, son directeur de 1949 à 1996, qui oriente les combats initiés pendant la clandestinité vers les luttes pour la décolonisation, contre la torture…
En difficulté financière depuis plusieurs années, il lance, au début de 2009, un appel au soutien de ses lecteurs. Depuis 2018, sa publication a pris la triple forme d'une lettre hebdomadaire, d'une revue trimestrielle et d'un site internet. Il demeure ainsi l'un des derniers journaux issus de la Résistance à être encore publiés.

## Histoire
Trois périodes peuvent être considérées dans l'histoire du Témoignage chrétien :
- Le Témoignage chrétien de la Résistance ;
- Le Témoignage chrétien de Georges Montaron ;
- Le nouveau Témoignage chrétien.

La première couvre la période du 16 novembre 1941 à la Libération et correspond à l'occupation allemande de la France, la seconde va du 15 novembre 1949 au 6 mai 1996, dates de la gérance de Georges Montaron, et la troisième débute par la transformation de la SARL en société anonyme avec actionnaires. C'est toujours celle-ci qui anime et administre le journal. Parmi ces actionnaires l'association Témoignage Chrétien (ex association Pierre Chaillet) est l'actionnaire principal, non majoritaire. Elle regroupe plusieurs centaines de lecteurs et amis et a reçu en capital les actions des fondateurs dont elle entend prolonger et préserver l'idéal.
Chacune de ces trois phases peut être caractérisée par une certaine structure juridique : le Témoignage chrétien de la Résistance est clandestin et sans structure officielle, le Témoignage chrétien dirigé ensuite par Georges Montaron atteint dans les années 1950 un fort tirage (100 000 et 80 000 exemplaires) tout en ne reposant que sur une faible structure financière (SARL de 2 000 francs). Le Témoignage Chrétien actuel reste très fragile, il diffuse à un peu moins de 7 000 exemplaires, pour un résultat financier équilibré enfin depuis fin 2013, après des années d'exercice déficitaire. Son conseil d'administration est présidé depuis juin 2015 par Guy Flury.

### La Résistance

#### Fondation

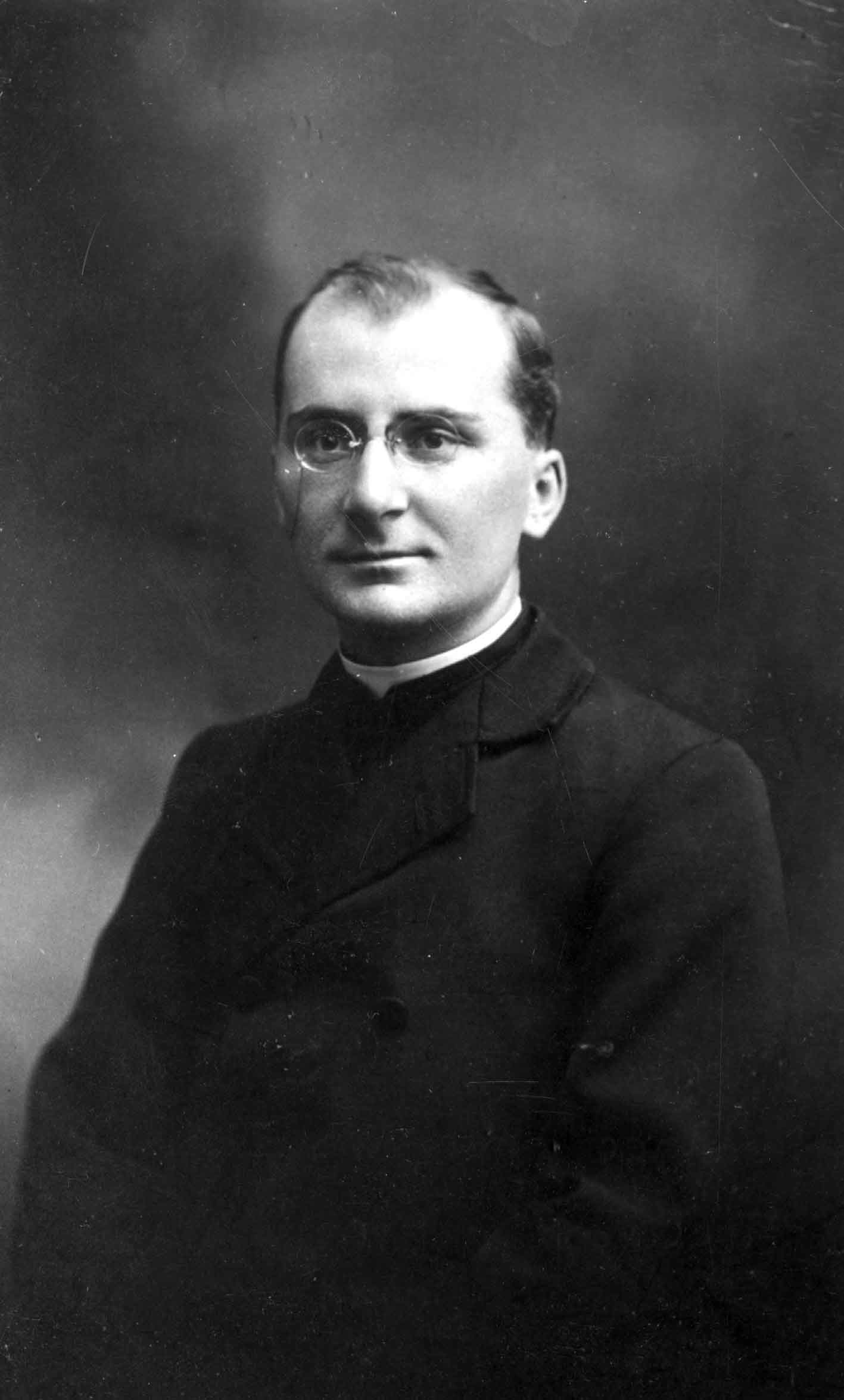
Pierre Chaillet (1900-1972).

Dès les années 1930, le père Pierre Chaillet, un jésuite qui effectue de nombreux séjours en Autriche et en Allemagne pour y étudier la théologie allemande, prend conscience de la montée du nazisme et du danger que représente cette idéologie. En 1939, il écrit L’Autriche souffrante, livre dans lequel il dénonce les persécutions contre les catholiques et les juifs autrichiens consécutives à l’Anschluss. À la suite de l’occupation de la France par l'Allemagne, c'est lors d’une rencontre organisée par Stanislas Fumet entre les jésuites Pierre Chaillet, Gaston Fessard et Henri Frenay, le chef du réseau Combat, que naît le projet d'un périodique résistant, distribué sous le manteau, notamment par Marius Jolivet. Ils proposent à Pierre Chaillet d’écrire également dans les journaux clandestins Les Petites Ailes, puis Vérités. Sous le nom de Testis, il publie des bulletins religieux où il dénonce l'idéologie nazie et en appelle à la résistance spirituelle. Lorsque ces feuilles clandestines disparaissent pour laisser place à Combat, il décide de créer un journal clandestin spécifiquement chrétien.
Une étape essentielle est franchie avec le ralliement de Louis Cruvillier, un jeune laïc militant de l'Association catholique de la jeunesse française, qui dispose déjà d'un réseau important.
Ces informations sont reprises dans une pétition récente.

#### Les Cahiers du Témoignage chrétien

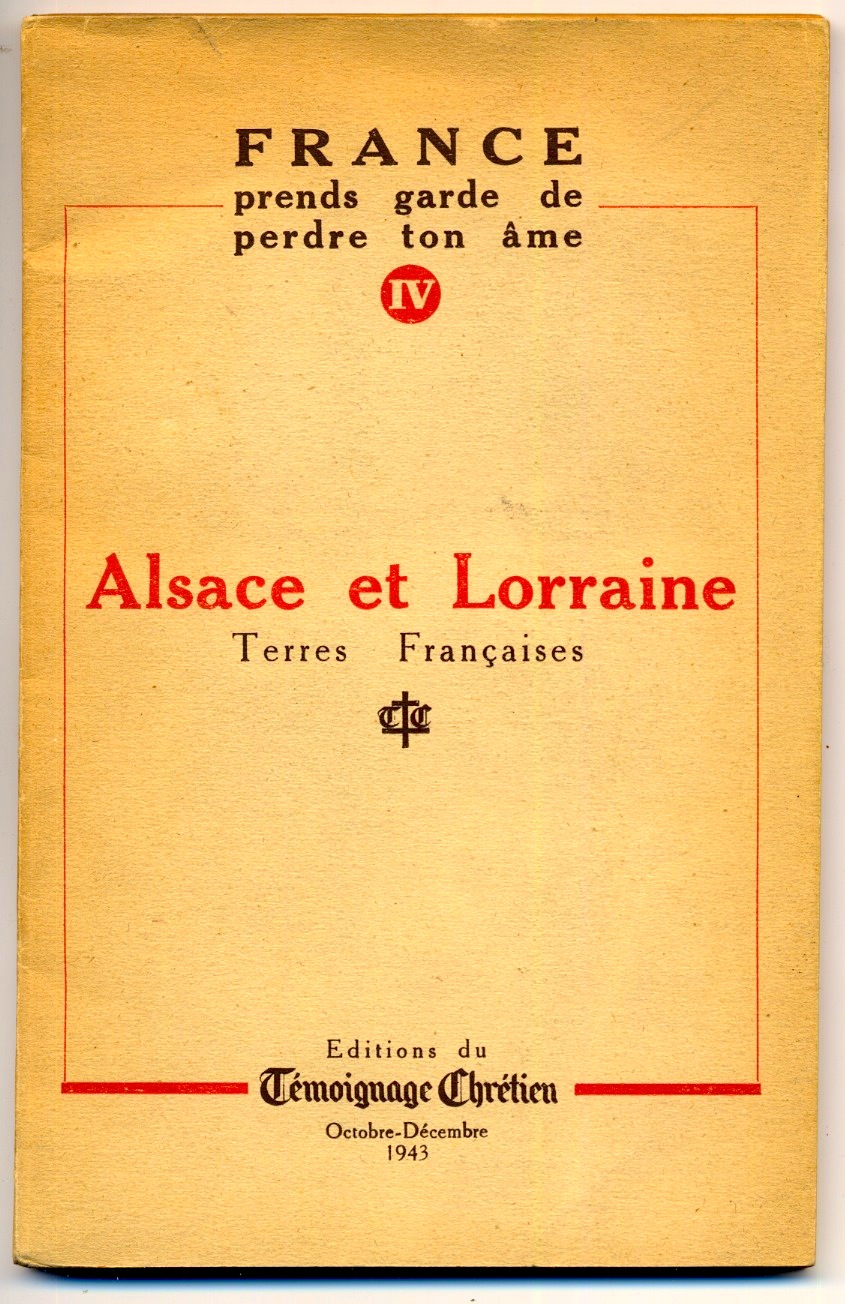

C'est ainsi que le 16 novembre 1941 paraissent à Lyon les premiers Cahiers du Témoignage chrétien dont le sous-titre est « France, prends garde de perdre ton âme ». Sous forme d'un opuscule de petit format (d'où le nom de Cahier), le journal contient un vibrant appel à s'opposer au nazisme au nom des valeurs chrétiennes. Il est entièrement rédigé par le père Gaston Fessard, avec une courte présentation du père Chaillet. Témoignage chrétien devait s'appeler Témoignage catholique, l'équipe étant initialement constituée de théologiens jésuites du théologat de Fourvière à Lyon. Mais par œcuménisme et en raison de la participation de protestants dans l'équipe clandestine — notamment le pasteur Roland de Pury (Juste parmi les nations) — l'adjectif catholique est changé en chrétien.
Cinquante-trois cahiers seront publiés. Il s'agit de cahiers thématiques de format 13,5 × 21 cm, de parution irrégulière et numérotés en chiffres romains. Quatorze cahiers concernent le nazisme, sept la décolonisation - (XXXIV, XXXV et XXXVIII à XLI), cinq le problème palestinien (XLVII, XLVIII et LI à LIII). Des cahiers sont également consacrés à l'Église catholique (XXXII, XXXVI, XLIX et L), en particulier au sujet de l'affaire Mindszenty (Cahier XXXII) pour laquelle le père Chaillet organise une manifestation avec Georges Montaron comme orateur-intervenant. Pierre Chaillet, en confie l'impression à Louis Cruvillier jusqu'au départ en Suisse de celui-ci en octobre 1942.

#### Thèmes et rédacteurs des Cahiers 1941-1945
- I. « France, prends garde de perdre ton âme », novembre 1941. R.P. Fessard, R.P. Chaillet. Fac similé.
- II-III « Notre combat », décembre 1941-janv. 1942. R.P. Chaillet, Stanislas Fumet.
- IV-V « Les racistes peints par eux-mêmes », févr.-mars 1942. R.P. Chaillet, Pasteur de Pury.
- VI-VII « Antisémites », avril-mai 1942. R.P. Chaillet, R.P. Ganne, J. Hours, R.P. de Lubac.
- VIII-IX « Droits de l’homme et du chrétien », juin-juillet 1942. R.P. Chaillet, R.P. de Lubac.
- X-XI « Collaboration et fidélité », octobre-novembre 1942. R.P. Chaillet, R.P. Fessard, R.P. de Lubac.
- XII « Les voiles se déchirent », cahier saisi et détruit par la police.
- XIII-XIV « Défi », janv.-févr. 1943. Cardinal Hlond, R.P. Chaillet.
- XV-XVI « Les voiles se déchirent », août 1943. J. Vialatoux, R.P. Chaillet, R.P. de Lubac.
- XVII « Déportation », juin 1943. A. Mandouze.
- XVIII-XIX « « Où allons nous ? Message de Bernanos », août-septembre 1943. G. Bernanos, R.P. Chaillet.
- XX-XXI-XXII-XXIII « Alsace et Lorraine terres françaises », octobre-décembre 1943. Abbé P. Bockel, É. Bass, R.P. Chaillet, Abbé Held.
- XXIV « Puissance des ténèbres », mars 1944. R. d’Harcourt, R.P. Chaillet.
- XXVI-XXVII, « Exigences de la Libération », mai 1944. A. Mandouze, R.P. Chaillet, R.P. Chambre, R. d’Harcourt, R.P. de Montcheuil.
- XXVIII-XXIX, « Espoir de France », juillet 1944. A. Mandouze, J. Hours, J. Lacroix, H. Marroux[6].

#### Courrier du Témoignage chrétien
Parallèlement aux Cahiers du Témoignage chrétien, de petit format et d'un tirage de 50 000 exemplaires, qui ne traite que d'un seul sujet à chaque fois, paraît, à partir de mai 1943, le Courrier français du Témoignage chrétien, journal d'abord de petit format (in-octo) puis de grand format (in-folio) et d'un tirage de 100 000 puis 200 000 exemplaires, dont le sous-titre est  Lien du Front de résistance spirituelle contre l'hitlérisme. Le treizième numéro du Courrier du Témoignage chrétien sera diffusé lors de la libération de Paris.

#### Résistance au nazisme
La spécificité du Témoignage chrétien par rapport aux autres journaux de la Résistance est qu'il revendique une « résistance spirituelle » : c’est en référence à l'Évangile et aux idéaux du christianisme que Témoignage chrétien s'oppose au nazisme.

« […] en tant que chrétiens, nous ne nous plaçons absolument pas sur le même plan que ceux qui ne voient dans Hitler que le « Boche » représentant l'ennemi héréditaire ou encore le faux socialiste. […] En tant que chrétiens nous sommes actuellement en lutte contre le nazisme. »

— Extrait du numéro 2 du Courrier français du Témoignage chrétien, page 1

#### Équipe de rédaction
L'équipe de rédaction dirigée par le père Pierre Chaillet comporte plusieurs jésuites, particulièrement du théologat de Fourvière à Lyon, dont Gaston Fessard et Henri de Lubac, des prêtres séculiers dont Pierre Bockel et Alexandre Glasberg, auxquels se joignent des laïcs : André Mandouze, Joseph Hours, Henri Rambaud, Robert d'Harcourt.
Il était imprimé clandestinement par un imprimeur lyonnais, Eugène Pons, qui mourra en déportation.

### L'époque Georges Montaron

#### L'ouverture à de nouveaux rédacteurs
À la fin de la guerre, le père Chaillet décide de poursuivre la parution de Témoignage chrétien, mais s'écarte des « chrétiens progressistes » regroupés dans Temps Présent. Il se sépare d'André Mandouze, son premier rédacteur en chef, et nomme Jean Baboulène en tant que directeur adjoint.
En 1947, se pose la question de la viabilité financière de Témoignage chrétien. 1947 est une année terrible pour la presse. Il y a de nombreuses grèves et les restrictions de papiers sont encore présentes. Le père Chaillet fait appel à Georges Montaron, jeune résistant, membre des Jeunes chrétiens combattants, président de la Jeunesse ouvrière chrétienne, et administrateur de la Sécurité sociale naissante pour « liquider » Témoignage chrétien. Au contraire, Georges Montaron affirme que le journal est viable moyennant une plus grande rigueur budgétaire. Il propose même de doubler Témoignage chrétien d'un supplément Radio-Loisir, ancêtre de Télérama, dédié aux programmes de radio, au cinéma et aux loisirs. Ayant réussi son pari, Georges Montaron est officiellement embauché à Témoignage chrétien en 1948. L'assemblée générale des actionnaires du 15 novembre 1949, le nomme gérant de l'entreprise. Il sera régulièrement réélu à ce poste jusqu'en 1996.
Témoignage chrétien entre alors dans une ère de rayonnement intellectuel et son tirage atteint les 100 000 exemplaires.
Parmi ses collaborateurs : François Mauriac, Robert Barrat, Françoise Dolto, Michel Debré, Jacques Delors, Albert du Roy, Michel Jobert, Piem, le professeur Alexandre Minkowski, Albert Adolf Escuvez, Claude Estier, Jean Boissonnat, Henri Nallet, Jacques Testart, Don Paulo Evaristo Arns (archevêque de Sao Paulo), Georges Suffert, Jean Ziegler, Roger Fressoz, Bernard Schreiner…[réf. nécessaire]
D'après Sophie Coignard (La Nomenklatura française, éditions Belfond), Georges Montaron a formé de nombreuses stars des médias : Jean Boissonnat, vice-président du groupe L'Expansion, Pierre-Luc Séguillon, chef du service politique de TF1, Jean Offredo, ancien présentateur du vingt-heures ainsi que le président de cette dernière chaîne, Hervé Bourges, qui a été rédacteur en chef de 1956 à 1962, ou encore Jacques Duquesne, PDG du Point. Georges Montaron a aussi su s'entourer de personnalités atypiques tels le poète breton Xavier Grall et le photographe Élie Kagan. Au premier on doit une rubrique de critique de télévision et au second des reportages photographiques, dont la répression sanglante de la manifestation des Algériens du 17 octobre 1961 qu'il couvrit pour Témoignage chrétien.
Seules ses finances restent précaires et, n'ayant pas ou presque pas de publicité, le journal doit régulièrement faire appel à ses lecteurs. Georges Montaron réussit, grâce à leur aide, à doter le journal de locaux et d'une imprimerie, source de revenus substantiels pour la publication.

#### Combats
Témoignage chrétien est l'un des premiers médias à prendre parti pour la décolonisation, en Indochine, Maroc, Tunisie et Algérie. Le journal dénonce la torture pratiquée par l'armée française aussi bien en Indochine (reportages de Jacques Chégaray, provoquant un incident à l'Assemblée nationale) qu'en Algérie, en publiant le dossier Müller, témoignage posthume d'un jeune scout sur ce qu'il avait vécu en Algérie. Cette ligne politique l'amènera à attirer l'attention sur la question du statut des peuples palestiniens, kanaks et sahraoui.
Pendant la Guerre d'Algérie, le journal est régulièrement saisi par la police française (96 fois) et son directeur poursuivi par la justice pour diffamation envers l'armée. Ses détracteurs assimilent les prises de position du journal à une trahison ; ainsi, Jacques Soustelle déclare en février 1957 à l'Assemblée Nationale que « Témoignage Chrétien était avec Le Monde, France Observateur et L’Express, un des quatre grands de la contre propagande française ».
Georges Montaron est agressé par un commando d'extrême droite qui le jette du haut d'un escalier et il est condamné à mort par l'OAS. Les locaux du journal sont la cible d'un attentat à la bombe. En 1961, Témoignage chrétien est le seul journal français à publier un dossier complet sur la répression sanglante de la manifestation du 17 octobre (Massacre des Algériens à Paris) ; une photo d'Élie Kagan en « une » du numéro 903 d'octobre 1961 montre un manifestant blessé par balle par la police.
Se voulant pourtant catholique, ce journal professe constamment des propos en opposition à la doctrine et l'enseignement du magistère de l'Église catholique. Depuis 1931, dans l'encyclique Quadragesimo anno, l'Église catholique condamne le communisme mais aussi les conditions sociales qui favorisent son essor. Au nom de la dignité humaine, Pie XI invite le socialisme à prendre ses distances avec le totalitarisme communiste.
En 1965, les pères Dominique Dubarle et Jean-Yves Jolif participent à la Semaine de la pensée marxiste, afin d'opérer des rapprochements entre marxistes et chrétiens. Le quotidien publie un dossier regroupant un article de Roger Garaudy, un deuxième du père Jolif et un résumé des interventions des orateurs. Le journal reçoit un blâme de la conférence épiscopale pour avoir publié l’article de l’idéologue du Parti communiste et pour avoir entretenu une confusion entre les thèses en présence.
En 1973 et 1974, lors de la parution de L'Archipel du Goulag, Témoignage chrétien se fait le relais actif de L'Humanité et de la campagne de calomnies organisée par le Parti communiste français contre Soljenitsyne. L'hebdomadaire chrétien s'efforce alors de minorer le rôle des dissidents soulignant la liberté d'expression dont ceux-ci disposent en URSS. Au plus fort des polémiques qui accompagnent la publication du livre de l'écrivain russe, la proximité de Témoignage chrétien « avec les positions communistes ne se démentira jamais »,.
En 1981, le journal se place à gauche de l'échiquier politique, ainsi il fait campagne pour l'Union de la gauche et appelle à voter Mitterrand.
Parallèlement à ses prises de position politiques, le journal œuvre pour un renouveau de l'Église « de l'intérieur ». Il milite pour un renouvellement de la liturgie, soutient l'Abbé Pierre, défend les Églises du tiers-monde, se bat en faveur des Prêtres ouvriers en 1954. Lors de l'« affaire Jacques Gaillot », en 1995, il lance l'Appel pour une Église du dialogue au service des hommes et du monde qui recueille 250 000 signatures.

#### Difficultés financières
Au début des années 1990, Témoignage chrétien se trouve dans une situation financière difficile. Les ventes en kiosque et le nombre d'abonnés ne cessent de baisser depuis le début des années 1970, un déficit structurel étant comblé régulièrement par des appels au don. La gestion de Georges Montaron se voit contestée. À l'occasion d'une transformation des statuts qui devait donner à la société éditrice le statut de société anonyme et faire passer Georges Montaron du poste de directeur à celui de président du conseil de surveillance, et à une voix près, Georges Montaron est évincé le 6 mai 1996. Il est profondément affecté par la défection d'un certain nombre d'actionnaires qu'il assimile à une trahison. Après une assemblée d'actionnaires particulièrement éprouvante, il est transporté aux urgences cardiologiques de l'hôpital Broussais, à Paris, où il subit, coup sur coup, deux opérations à cœur ouvert en novembre 1996. Puis une troisième, le 6 août 1997. Il meurt à l'hôpital Broussais le 8 octobre 1997, peu après avoir reçu la visite de Jacques Gaillot.

### NouveauTémoignage chrétien

#### Depuis 1996
La baisse du nombre d’abonnés à TC s'est accentuée parallèlement à la crise que vit la presse en général, face à la concurrence de l'audiovisuel, crise plus aigüe encore pour la presse engagée, d'opinion, issue de la Résistance. Pour combler les déficits, le conseil d'administration et le directeur Bernard Ginisty sont contraints de vendre l’imprimerie d'Yvetot qui représentait une source importante de rentrée d’argent. La nouvelle direction de Témoignage chrétien tente d’y échapper par des réductions d'effectif et des recapitalisations successives.
Entrent ainsi au capital de Témoignage chrétien rejoignant les héritiers des fondateurs réunis depuis 2001 dans l'Association Témoignage Chrétien : Le Monde diplomatique, le Groupe La Vie-Le Monde, Bayard Presse, ainsi que Jacques Maillot, Geneviève Laplagne, et Jean-Pierre Mignard. La société éditrice qui comptait quatre actionnaires à sa création en compte alors dix-huit.
Les principaux actionnaires actuels des Éditions du Témoignage chrétien (société éditrice de l'hebdomadaire) sont, dans l'ordre :
- Association Témoignage chrétien[19] (38,08 %) ;
- Jacques Maillot (34,81 %) ;
- la Société Le Monde diplomatique (5,62 %) ;
- la Société éditrice du Monde (5,62 %) ;
- Bayard Presse (5,62 %) ;
- Geneviève Laplagne (4,48 %) ;
- l’association des lecteurs de Témoignage chrétien (3,46 %) ;
- la Société Lysias (0,96 %) représentée par Jean-Pierre Mignard.

Après le départ de Bernard Ginisty, le rédacteur en chef Michel Cool devient directeur. Sous sa direction (de 2001 à 2005), qui inaugure une nouvelle formule du journal, Témoignage chrétien stabilise son nombre d’abonnés (autour de 10 000) et retrouve une certaine audience. Le journal reste néanmoins déficitaire, ce qui pousse, encore une fois, à faire appel à la générosité des lecteurs. La situation financière, tout en demeurant précaire, s'améliore néanmoins dans un contexte particulièrement difficile pour la presse d’opinion.
Témoignage chrétien fait partie des membres fondateurs d’Attac. Soutenant de manière critique le mouvement altermondialiste, le journal demeure ouvert à toutes les sensibilités de gauche et met en avant sa volonté de susciter les débats.
Le journal organise régulièrement des voyages pour ses lecteurs, notamment en Israël, en Algérie et en Palestine. Les positions de Témoignage chrétien sur le conflit israélo-palestinien sont généralement considérées comme pro-palestiniennes ; la parution était déjà critique envers Israël sous la plume de Montaron. Les reportages de Robert Barrat avaient souligné le paradoxe du comportement de l'État hébreu face aux Palestiniens.
Témoignage chrétien s’est particulièrement engagé durant ces années dans le domaine du dialogue interreligieux. Tout en revendiquant son identité chrétienne, le journal garde vis-à-vis des institutions religieuses, et notamment de l'Église catholique, un regard critique. Sous la présidence de Jacques Maillot le journal change souvent de directeur et de rédacteur en chef : s'y succèdent Michel Cool, Emmanuel Lemieux, Noël Boutier, puis Luc Chatel. Jacques Maillot démissionne de la présidence du CA au cours de l'été 2007. Hubert Debbasch (PDG de Terre entière, organisateur de voyages religieux) lui succède comme président du conseil d'administration. Hubert Debbasch démissionne à son tour en 2009. Bernard Stéphan, ancien secrétaire national de la JOC, ancien journaliste à TC, administrateur du journal en tant que président de l'association ATC, directeur des Éditions de l'Atelier est alors désigné président du conseil d'administration.

#### Mutation
En 2009, de nouvelles difficultés financières ont amené l’hebdomadaire à lancer un appel au soutien et aux dons auprès de ses lecteurs qui avait recueilli 600 000 euros. En 2011 Bernard Stephan lance un grand appel à la générosité des lecteurs, soutenu par des personnalités comme Stéphane Hessel, Patrick Peugeot (directeur de la Cimade), Bruno Frappat (ancien président du groupe Bayard Presse) ou encore Guy Aurenche (président du CCFD). Et le « miracle » se produit. Les animateurs de TC réunissent plus de 100 000 euros et 500 abonnés supplémentaires en huit semaines. À partir de mars 2011, Jérôme Anciberro, journaliste à Témoignage chrétien depuis 2004, assure la rédaction en chef du journal. Deux codirecteurs ont été désignés par le conseil d'administration, Bernard Stephan, et Jean-Pierre Mignard, avocat et professeur à Sciences Po, ancien directeur de la revue Témoin, associé gérant du cabinet d'avocats Lysias, avocat des familles des jeunes victimes de Clichy et réputé proche de Ségolène Royal (ancien président de Désirs d'avenir) et de François Hollande.
Avec le temps et le vieillissement, l’érosion de son lectorat s’étant accélérée — l’hebdomadaire compte 7 000 abonnés en 2012 —, la nouvelle direction doit licencier 5 des 11 salariés (l'un de ceux-ci se plaint alors d'un manque de transparence) ; une formule exclusivement hebdomadaire n'est dès lors plus possible. Témoignage chrétien annonce le 19 octobre 2012, la cessation de sa parution afin de préparer sa transformation en mensuel. Dans l’intervalle, chaque semaine une « lettre de la refondation », huit pages titrées «Témoignage chrétien en travaux » est publiée. Cette réflexion sur l'avenir du journal suscite une véritable participation des lecteurs: 1 600 d'entre eux prennent le temps d'y participer (soit un quart des abonnés). Rarement dans la presse des lecteurs exprimeront autant leurs desiderata sur leur journal. Ces échanges inspirent la triple formule: lettre hebdomadaire, supplément mensuel et site internet. La direction et la rédaction ont été rejoints par des amis et contributeurs non salariés. Économiquement c'est la seule issue pour publier régulièrement le journal. Pour son président Bernard Stéphan: TC ne peut se cantonner à être l’expression d’un petit groupe, fut-il composé de journalistes et l’entreprise n’est viable, le journal ne peut être réalisé qu’avec le concours de tous, salariés, contributeurs bénévoles, lecteurs. TC est réalisé par l’apport conjoint de journalistes pigistes ou salariés et de contributeurs de différents horizons au sein de la conférence de la rédaction dans un mode collaboratif qui constitue à ses yeux une originalité dans la continuité de l'histoire du journal et sans doute, à l'heure d'internet, l’avenir de la presse. Formule qui permet des débats beaucoup plus larges que dans le fonctionnement précédent et contribue à approfondir la place de TC dans l’actualité. Les contributeurs gracieux s'organisent eux-mêmes en association, présidée par l'un d'entre eux: Bertrand Rivière.

#### La nouvelle formule triple
Depuis janvier 2013, Témoignage chrétien paraît donc sous trois formes : une lettre hebdomadaire de quatre pages, un mensuel d'une centaine de pages, et un site internet d'information et de dialogue. C'est une œuvre collective. Jérôme Anciberro quitte le journal pour l'hebdomadaire La Vie en février 2013. L'essayiste et éditrice Christine Pedotti devient la première femme rédactrice en chef du journal en avril 2013 après avoir couvert au printemps pour le journal l'élection du pape François.
Le journal a néanmoins maintenu son nombre d'abonnés avec sa nouvelle formule constituée de la lettre hebdomadaire et du supplément mensuel, cela malgré la réduction du nombre des journalistes et sans nouvel actionnaire significatif. Il a étoffé sa rédaction composée de rédacteurs journalistes et non journalistes de près de 20 membres, dont de nombreux universitaires, qui ne reçoivent aucune rémunération. Fidèle à sa ligne, il ouvre cependant largement ses colonnes à des personnalités de l'extreme-gauche au centre comme Edgar Morin, Jean-Luc Mélenchon, Vincent Peillon, François Bayrou, à l’œcuménisme chrétien et aux religions monothéistes juive et musulmane, et une orientation plus intellectuelle côtoie la tradition des reportages de témoignage.[réf. nécessaire]
Il soutient le pontificat de François mais le journal a pris une position affirmée et argumentée en faveur de la loi sur le mariage homosexuel, se distinguant du reste de la presse catholique. Il a été critiqué à cette occasion dans l'Osservatore Romano, qui saluait pourtant quelques mois plus tôt le traitement intelligent du journal sur les questions de morale et de bioéthique.
Sur le plan économique le journal ambitionne de rassembler 7 000 abonnés et de dépasser les 10 000 dans les trois ans. Les comptes du journal sont cependant en 2013, pour la première année depuis très longtemps, à l’équilibre, selon Bernard Stéphan président du conseil d'administration et directeur de la publication.
Une crise éclate à la fin de 2014 entre la direction et les journalistes, sur fond de nouvelle baisse des ventes (6 000 abonnés) entraînant une courte interruption de publication. La présence d'une codirection et la formule rédactionnelle comprenant des contributeurs non rémunérés est mal vécue par l'ensemble des journalistes, qui désavouent la direction. Le plus ancien de la rédaction, Philippe Clanché, est licencié pour faute grave en janvier 2015. Au printemps 2015, la rédaction est renforcée par l'arrivée de Sophie Bajos de Heredia, qui en devient la secrétaire générale, Christine Pedotti devenant directrice déléguée.
En juin 2015, après une assemblée générale des actionnaires, le conseil d'administration voit l'entrée du groupe Bayard presse, du Monde des religions pour le groupe Le Monde, et de François Régis Hutin, PDG de Ouest-France. Le conseil d'administration désigne Guy Flury comme nouveau président. Bernard Stéphan demeure co-directeur avec Jean-Pierre Mignard. Edwy Plenel devient actionnaire à titre personnel de la SA TC. Plus que jamais l'objectif est de reconquérir des lecteurs tout en portant haut et fort le message-manifeste du journal : « tu es le gardien de ton frère ».
Témoignage chrétien entend développer le dialogue avec son public, en particulier en lien avec l'association ATC, en multipliant les groupes locaux de lecteurs TC dont plusieurs sont toujours très actifs.
En mai 2017, condamné par les prud'hommes de Paris à verser plusieurs dizaines de milliers d'euros à Clanché, licencié en 2015, la société est mise en redressement judiciaire (juillet 2017) dans l'impossibilité de payer. La société est reprise par Christine Pedotti et Jacques Maillot.
Le 4 octobre 2018, après neuf ans d'absence, Témoignage chrétien interrompt sa publication mensuelle et revient dans les kiosques sous la forme d'un mook trimestriel. Le premier numéro est vendu 11,90 € et tiré à 10 000 exemplaires. Christine Pedotti est la directrice de la rédaction et de la publication.

## Sources
- Jean-Pierre Gault, Histoire d'une Fidélité, Thèse de Doctorat, Paris -Sorbonne.
- Renée et François Bédarida, La résistance spirituelle 1941-1944 : Les cahiers clandestins du Témoignage Chrétien, Paris, Albin-Michel, 2001  (ISBN 978-2-2261-1711-3).